# 南二ジャンクション
南二ジャンクション（ナミジャンクション）は大韓民国忠清北道清州市にある京釜高速道路と統営-大田・中部高速道路を結ぶジャンクションである。ソウル方面から統営-大田・中部高速道路への進入ならびに統営-大田・中部高速道路からソウル方面への進入はできない。

## 接続する路線
- 統営-大田・中部高速道路（28番）
- 京釜高速道路（35番）

## 隣
京釜高速道路
清原JCT - 南二JCT - 清州IC
統営-大田・中部高速道路（重複区間）
清原JCT- 南二JCT - 西清州IC

座標: 北緯36度35分50.4秒 東経127度25分15.3秒 / 北緯36.597333度 東経127.420917度